# Un oiseau sur le chapeau
Pour plus de détails, voir Fiche technique et Distribution.
Un oiseau sur le chapeau (A Bird in a Bonnet) est un dessin animé de la série Merrie Melodies réalisé par Friz Freleng et sorti en 1958. Il met en scène Mémé, Sylvestre et Titi